# 金子善次郎
金子 善次郎（かねこ ぜんじろう、1943年（昭和18年）9月24日 - ）は、日本の自治官僚、政治家。自治省大臣官房審議官を最後に退官後、衆議院議員となり国土交通大臣政務官、厚生労働大臣政務官を歴任。旭日重光章受章。

## 来歴
山形県川西町出身。山形県立米沢興譲館高等学校を経て、1966年に一橋大学法学部を卒業（田上穣治ゼミナール）後、自治省（現・総務省）に入省。
1968年から外務省に出向し、北米第一課での勤務を経て、在シカゴ日本国総領事館領事を務め、1974年に自治省へ復帰。1976年から静岡県に出向し、静岡県商工企画課長や静岡県工業課長を務め、1982年からは埼玉県に出向し、同年に埼玉県労働部次長、1984年に埼玉県生活福祉部長、1986年には埼玉県企画財政部長へ就任した。1988年に自治省へ再び復帰し、財務調査官（政令指定都市担当）に就任。1989年に財団法人自治体国際化協会事務局長・財団法人国際化推進自治体協議会事務局長、1990年に自治省公務員課長、1991年に消防庁総務課長、1992年に消防庁審議官、1993年4月に公営企業金融公庫総務部長、同年9月に自治省大臣官房審議官へ就任し、その後退官。
地方公務員共済組合連合会理事を経て、1996年10月の第41回衆議院議員総選挙に新進党公認で埼玉5区から出馬するが落選。2000年6月の第42回衆議院議員総選挙において、民主党公認で比例北関東ブロックから出馬し初当選。民主党時代は民社協会に所属。
2002年12月、熊谷弘らと共に民主党を離党して保守新党に参加。これに対し、民主党は金子を除籍処分とした。
2003年10月の第43回衆議院議員総選挙では保守新党公認で松永光元蔵相の後継者として埼玉1区より出馬するも、民主党の武正公一に大差で敗れ、落選した。同年11月、保守新党の解党により自民党に入党。2005年9月の第44回衆議院議員総選挙では、自民党大勝の波にも後押しされ武正を追い詰めるも、僅差で敗北。しかし、比例北関東ブロックで復活し、国政に復帰した。同年、自民党国会対策副委員長（経済産業担当）、同党経済産業部会専任部会長に就任。
2007年8月、第1次安倍改造内閣発足に伴う新人事で国土交通大臣政務官（災害対策関係施策及び社会資本整備関係施策等担当）に就任。2008年8月、福田康夫改造内閣において厚生労働大臣政務官（雇用、医療制度の担当）に就任。同年9月に麻生内閣で厚生労働大臣政務官に再任。2009年5月には厚生労働省新型インフルエンザ対策推進本部本部長代理に就任し、2009年新型インフルエンザ問題に対応した。同年8月の第45回衆議院議員総選挙には公明党の推薦を受けて出馬したが比例復活もならず落選した。
2013年、第23回参議院議員通常選挙の比例区に自民党公認で出馬したが落選する。同年、旭日重光章受章。2014年一般社団法人日本・アジア発展フォーラムを設立し、同代表理事に就任。2015年一般社団法人マイナンバー情報管理士協会理事長。2016年株式会社日中医療福祉支援機構取締役。2017年株式会社ZEN代表取締役社長

## 人物
- 日中国会議員書画展へ書画を提供している。[10]
- 消費者金融業界の政治団体「全国貸金業政治連盟」（全政連）からパーティー券購入などにより資金提供を受けていると日本共産党の機関紙「しんぶん赤旗」に報じられた[11][12]。
- 2013年の参院選では高野山真言宗、古神道本宮身曾岐神社（かむながらのみち）、浄土宗、泉南稲荷教会の支援を受けた[13]。

## 所属していた団体・議員連盟
- 自民党トラック輸送振興議員連盟
- 北京オリンピックを支援する議員の会